# ملاح مراكش

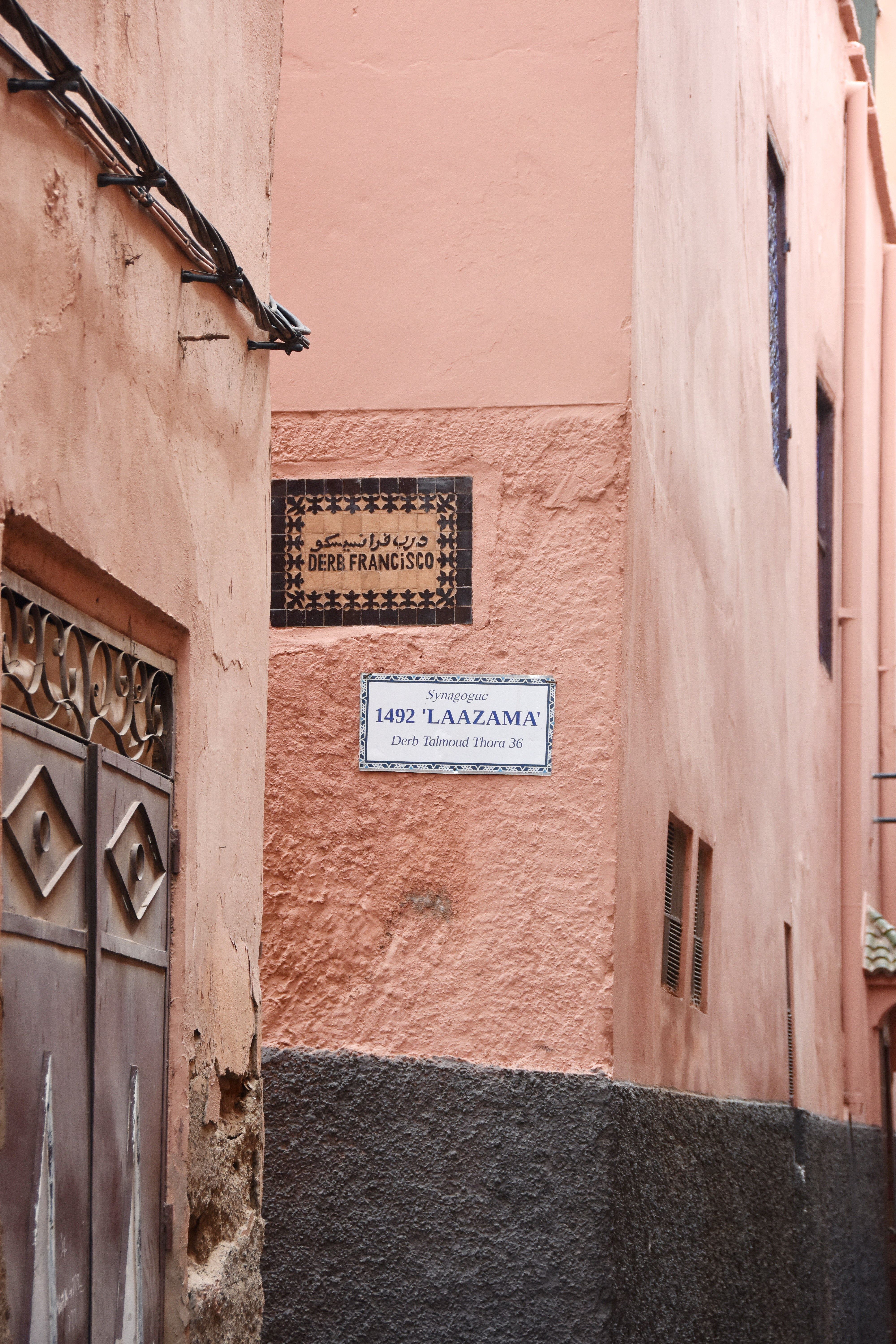
ناصية شارع تلمود توراة وفرانشيسكو في الملاح بمراكش.

ملاح مراكش (بالعبرية: מלאח מרקש‏) المعروف سابقًا باسم حي السلام، هُو الحي اليهودي في مدينة مراكش المغربيَّة. يعتبرُ ملاح مراكش ثاني أقدم ملَّاح في البلاد.

## التاريخ
على الرغم من أنَّ مدينة مراكش أسسها المرابطون عام 1060، إلا أن اليهود استقروا على بعد 40 كيلومترًا ولم يُسجل أي وجود يهودي في المدينة إلَّا في عام 1232. بعد سقوط الأندلس وطَرد اليهود من شبه الجزيرة الإيبيرية عام 1492، بدأ اليهود في الوُصول بأعدادٍ كبيرة إلى المغرب، واستقروا غالبًا في المُدن واختلطوا بالسكان اليهود المحليين. العديد من المِلَاح أُنشئت لحماية اليهود تحت وضع أهل الذمة. أُنشِئَ ملاح مراكش بمرسومٍ من السُلطان السعدي عبد الله الغالب عام 1558، خارج أسوار قصر البديع. خلال القرنين السادس عشر والسابع عشر، كان الملاح إحدى المناطق التجارية الرئيسية في المدينة، وكان آنداك حي مُسور، تُغلقُ أبوابه ليلاً.

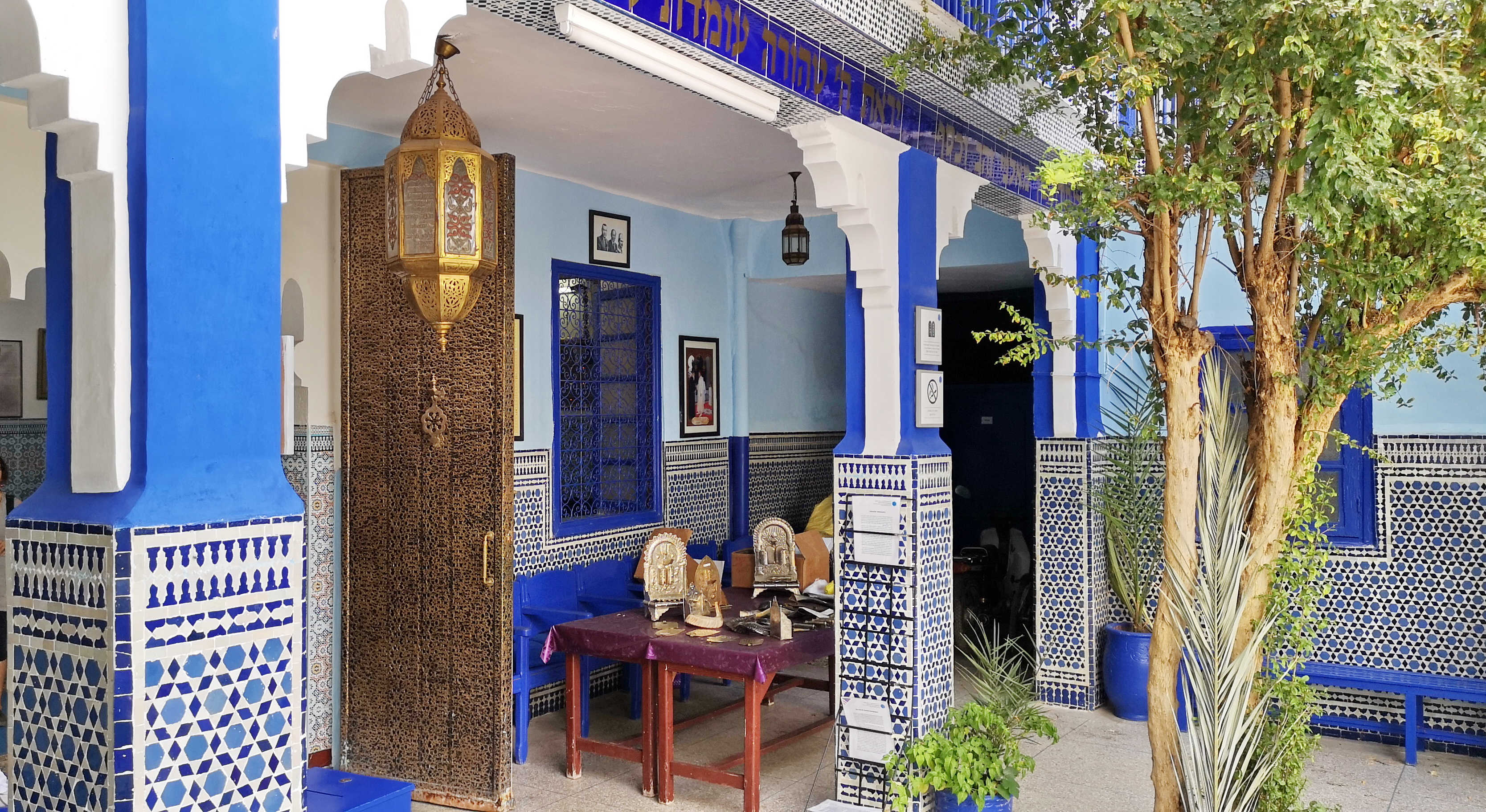
باحة كنيس صلاة العظمة

### الانخفاض
أصبحَ الملاح مُكتظٌّ بالسكان في غُضون سنواتٍ قليلة، حيث تشير مُعظم التقديرات إلى أن أكثر من 40.000 شخص كانوا يعيشون في الملاح في ذروة تعداد سكانه في أواخر الأربعينيات، قبل هجرة المُجتمع بعد تأسيس إسرائيل ونهاية الحماية الفرنسية، وحرب 1967 وحرب أكتوبر على إسرائيل بشكل أساسي، وكذلك على فرنسا ومونتريال. يَبلغ عددُ سكان الملاح اليهود في مراكش حاليًا حوالي 200 نسمة.

### الاستعادة
في عام 2016، أمر الملك مُحمد السادس بإعادة تسمية الشوارع التي لها علاقة بالتراث اليهودي للمدينة، بما في ذلك إعادة اسم الحي إلى «الملاح»، وخصَّص أكثر من 20 مليون دولار أمريكي لترميم البيوت والشوارع والمعابد. وفي نوفمبر من العام نفسه، طلبَ زهير بهلول، وهو من عرب 48 وعضوٌ في الكنيست عن حزب الاتحاد الصهيوني أموالًا منَ الحكومة الإسرائيلية لدعم كنيس يهودي يقع في الملاح، في خطوة غير مُتوقعة لكل من الحكومة الإسرائيلية والجالية اليهودية من المغرب. يُعتبر الملاح واحدٌ من مناطق الجذب السياحي الرئيسية في المدينة.